# Jason Lindner
Jason Lindner (ur. 1 lutego 1973) – amerykański muzyk grający na instrumentach klawiszowych, kompozytor i producent muzyczny.

## Życiorys
Urodził się 1 lutego 1973 na Brooklynie.  Zaczął grać na fortepianie, mając dwa lata. Jako dziecko bardzo lubił heavy metal, jako nastolatek interesował się bebopem i bluesem.  Ukończył Fiorello H. LaGuardia High School of Music & Art and Performing Arts.
Karierę muzyczną rozpoczął w latach 90., między innymi jako leader big bandu grającego w nowojorskim Smalls Jazz Club. Wziął udział w nagraniu pierwszej płyty Claudi Acuñy Wind from the South.
Na początku XXI wieku był leaderem kwintetu, w którym oprócz niego grali Jacques Schwarz-Bart, Awiszaj Kohen, Reggie Washington i Gene Jackson. Od 2006 grał w kwintecie wraz z Cohenen, Babą Israelem, Panagiotisem Andreou i Markiem Guilianem. W 2015 wziął udział w nagraniu ostatniego albumu Davida Bowiego Blackstar, gdzie grał na instrumentach klawiszowych i fortepianie.